# オスモキシロン・リネアレ

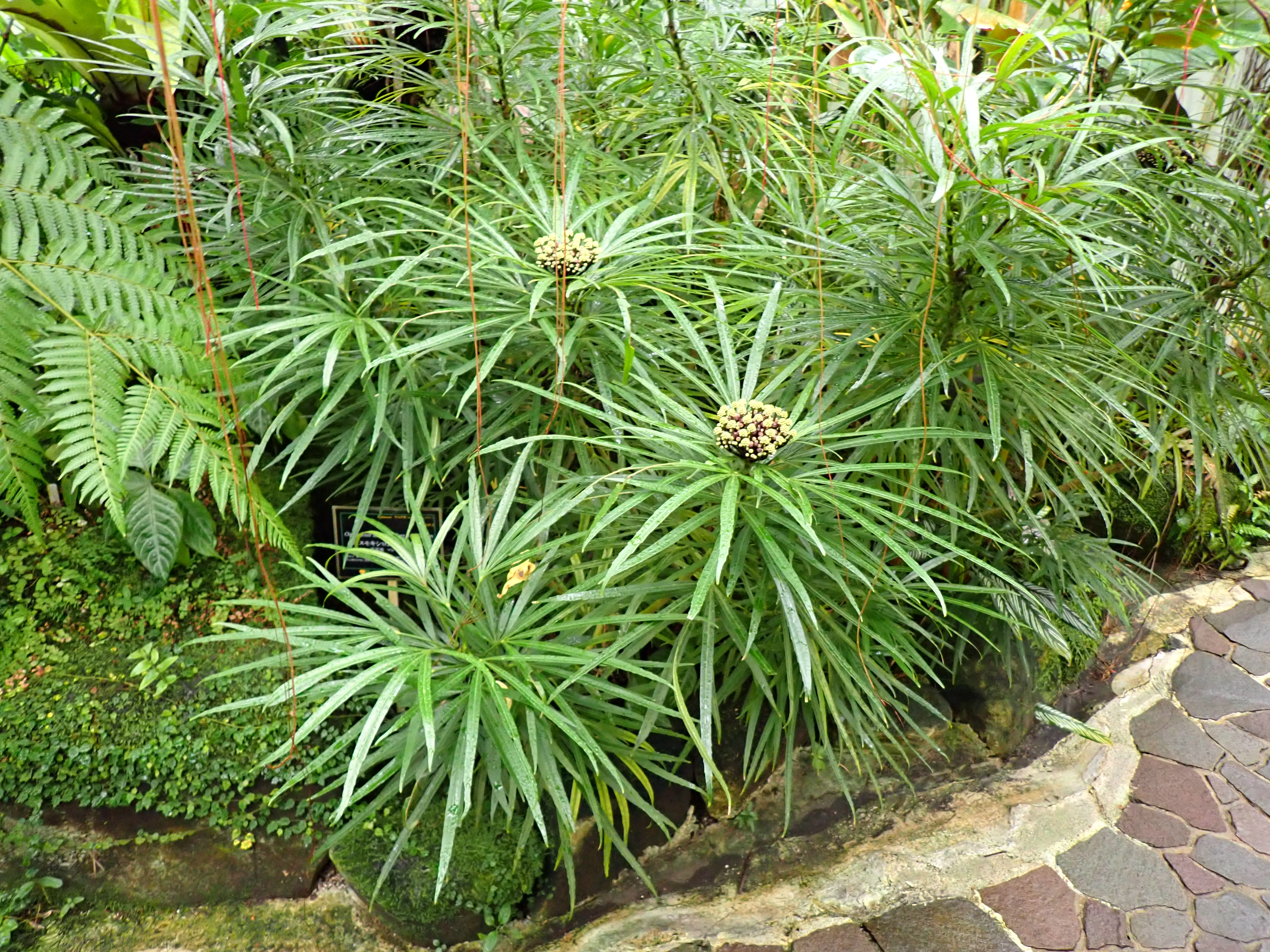
植栽

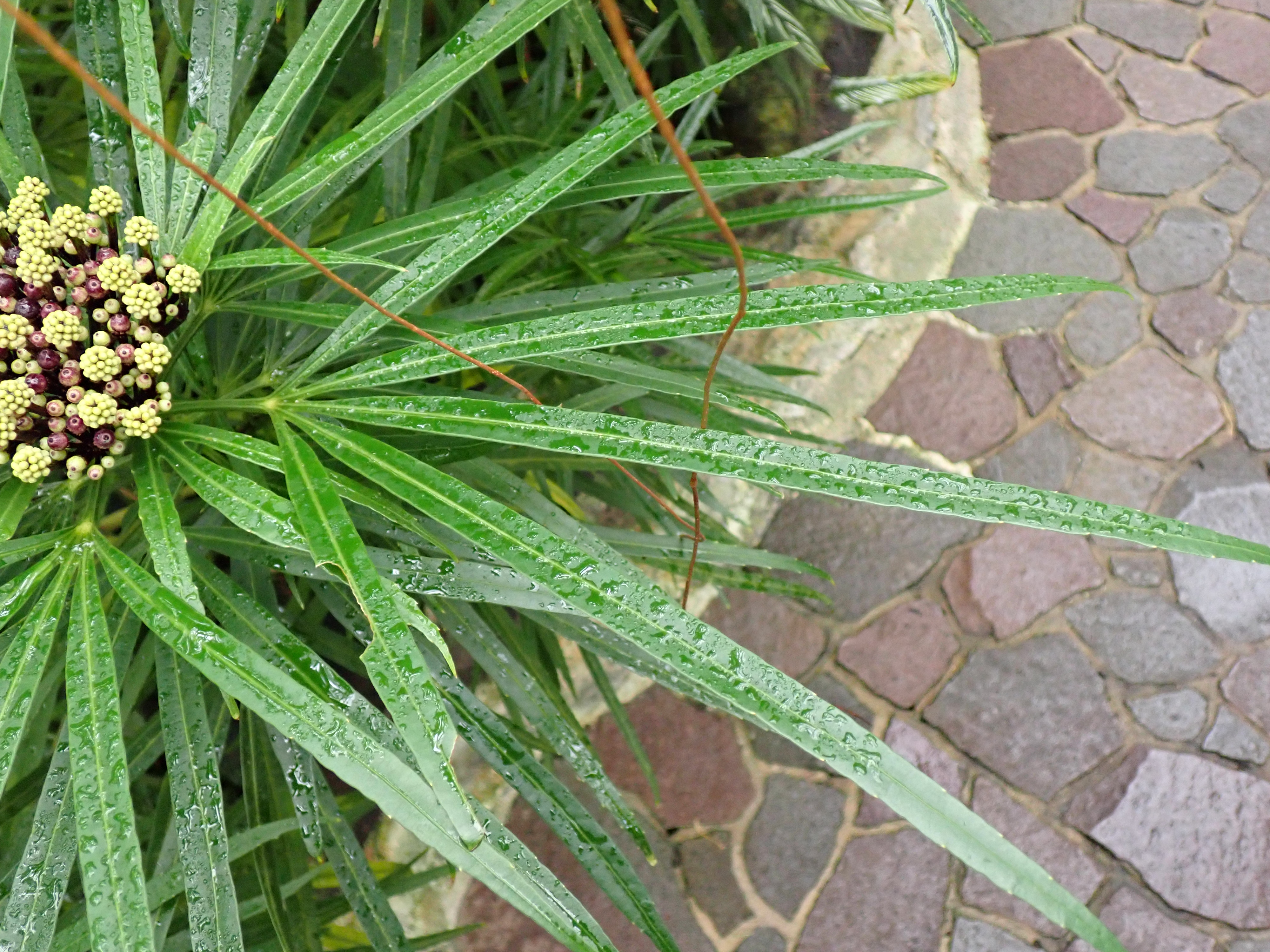
掌状複葉

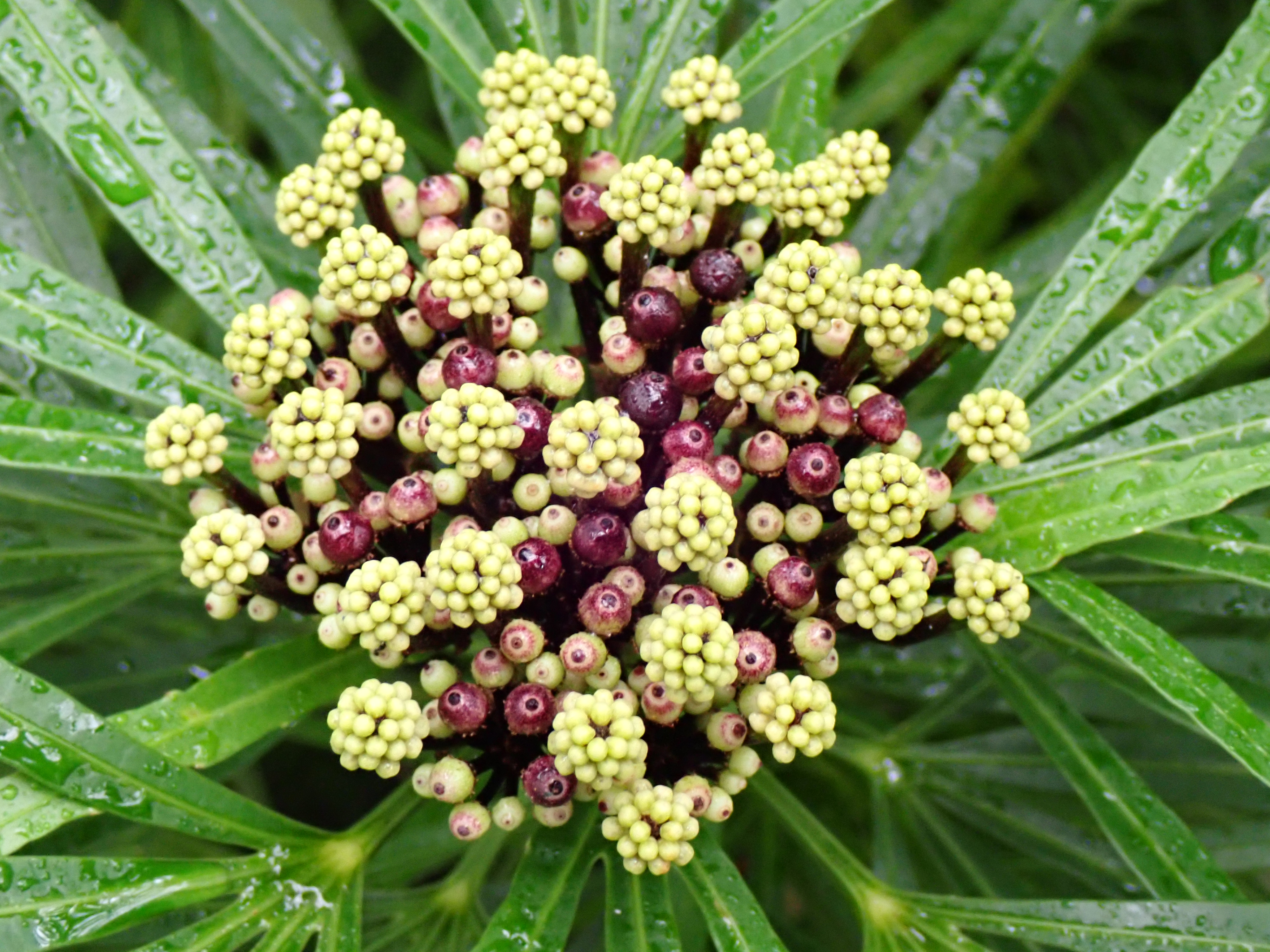
花序

オスモキシロン・リネアレ（学名：Osmoxylon lineare ）はウコギ科コウトウヤツデ属の常緑低木。
属名は「匂いのある木」を意味し、種小名は線形の小葉の形にちなむ。

## 特徴
樹高3mまで。葉は互生して掌状複葉となり、小葉は4–6枚で線状、やや革質、葉裏は粉白緑色で長さ13–20cm、幅1–1.5cm。花は頂生する花序につく。花序は短い花柄の先に黒色の果実に見える不稔花（偽果）と、長さ3–3.5cmの花序茎の先につく球状の花序からなる。雌花が先に、雄花は遅れて咲く。黄色の斑が入る品種（バリエガタ 'Variegata'）もある。

## 分布と生育環境
フィリピン、マレーシア原産。原産地では渓流などに生育。

## 利用
観葉植物としてよく栽培される。

## コウトウヤツデ属
コウトウヤツデ属 Osmoxylonはマレーシア、フィリピン、台湾などの熱帯地方原産で、約50〜60種あるとされる。2025年8月現在、POWOでは61種を認めている。